# Krebsbach (Helpensteiner Bach)
Der Krebsbach ist ein etwa 750 Meter langer, orografisch rechter Nebenfluss des Helpensteiner Bachs. 

## Verlauf
Der Krebsbach entspringt in der zu Wegberg gehörenden Ortschaft Arsbeck auf einer Höhe von 70 m ü. NHN. Überwiegend in westliche Richtungen abfließend mündet der Bach auf 60 m ü. NHN rechtsseitig in den Helpensteiner Bach. 
Bei einem Höhenunterschied von 10 Metern beträgt das mittlerer Sohlgefälle 13 Promille.